# Linconia alopecuroidea
Linconia alopecuroidea är en tvåhjärtbladig växtart som beskrevs av Carl von Linné. Linconia alopecuroidea ingår i släktet Linconia och familjen Bruniaceae. Inga underarter finns listade.